# Guardia Civil (Hiszpania)
Guardia Civil (hiszp. Straż Obywatelska) – hiszpańska formacja paramilitarna, stanowiąca część Sił i Korpusów Bezpieczeństwa Państwowego Królestwa Hiszpanii (Fuerzas y Cuerpos de Seguridad del Estado del Reino de España). Podległa Ministerstwu Spraw Wewnętrznych (w kwestiach dotyczących służby, spraw karnych, celów i środków) oraz Ministerstwu Obrony (w kwestiach dotyczących awansów oraz misji wojskowych).
W Guardia Civil niedozwolona jest działalność związków zawodowych, jak ma to miejsce w policji hiszpańskiej oraz w policjach autonomicznych (Mossos d’Esquadra, Ertzaintza itp.), choć w ostatnich latach zezwolono na utworzenie stowarzyszeń broniących praw członków formacji (ASIGC, AUGC itp.).
Charakterystycznym elementem umundurowania Guardia Civil jest trójgraniasty, czarny kapelusz, dziś wyłącznie galowy. Mundur jest zielony, choć początkowo dominował w nim kolor niebieski.

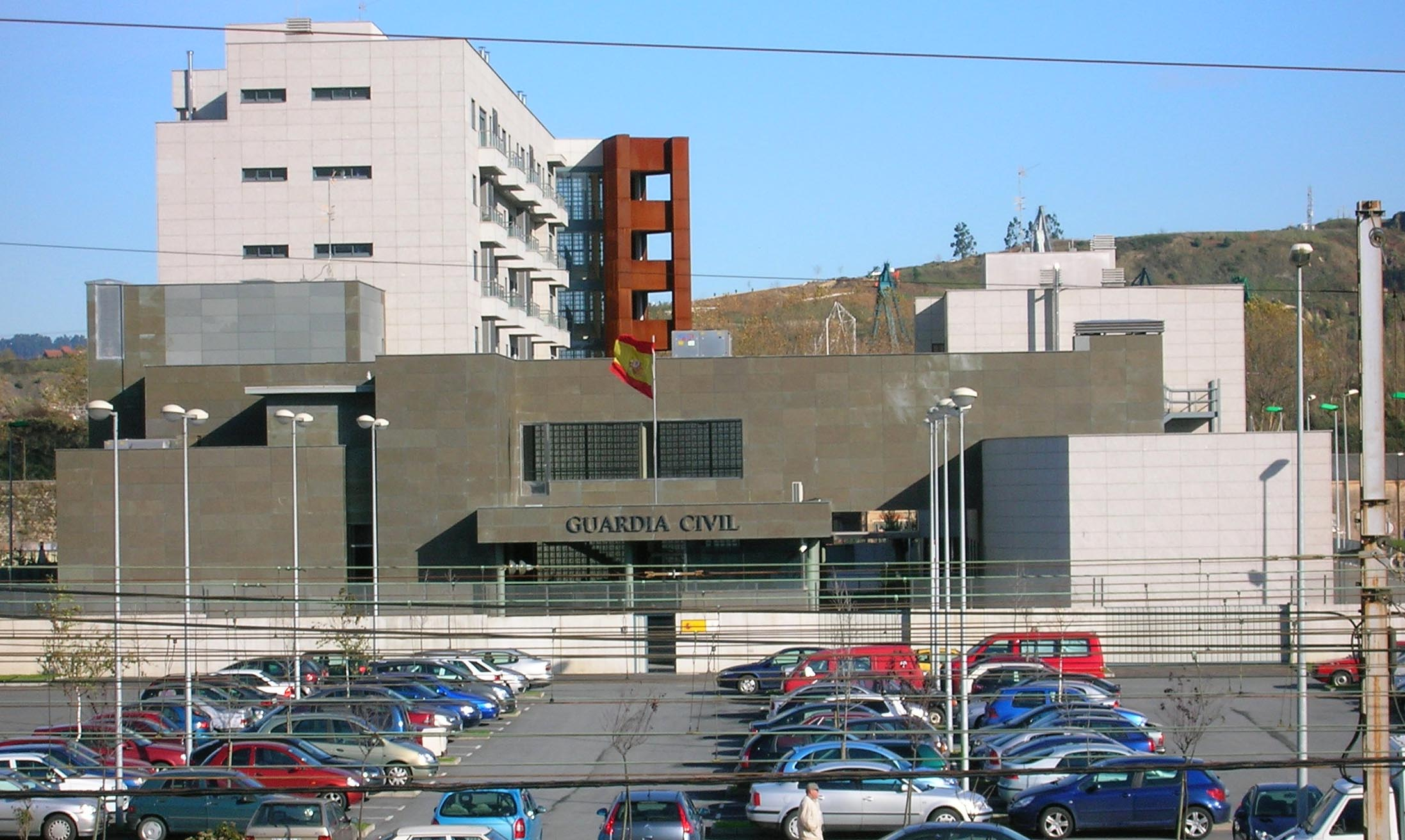
Koszary mieszkalne w Barakaldo, Kraj Basków

Szczególnym wyróżnikiem Guardia Civil są też koszary, w których funkcjonariusze formacji mieszkają razem z rodzinami, tzw. casas cuartel (hiszp. domy-koszary). U wejścia do nich często znajduje się inskrypcja Todo por la patria (hiszp. Wszystko dla ojczyzny).

## Historia
Chaos i przestępczość, które ogarnęły hiszpańską wieś po wojnie z napoleońską Francją skłoniły króla Ferdynanda VII do powierzenia wojsku zadania zwalczania powszechnego bandytyzmu. Rezultaty nie były jednak zadowalające, a kolejne próby stworzenia formacji powołanych do walki z przestępczością (Celadores Reales w 1823 roku i Salvaguardias Reales w 1833 roku) ponosiły porażki.
28 marca 1844 roku ogłoszono dekret o utworzeniu Korpusu Straży Obywatelskiej (Cuerpo de Guardia Civil), do czego żywo zabrał się od maja nowy premier, marszałek Ramón María Narváez Campos. Zadanie sformowania korpusu otrzymał Francisco Javier Girón y Ezpeleta Las Casas y Enrile, drugi diuk de Ahumada i piąty markiz de Las Amarillas.
13 maja ogłoszono kolejny dekret – ten dzień zwykło się przyjmować za narodziny Guardia Civil. Utworzono 14 tercios (jednostka piechoty w Hiszpanii Habsburgów licząca pierwotnie 3000 ludzi) złożonych z 39 kompanii piechoty i 9 szwadronów kawalerii. Na samym początku straż składała się z 14 dowódców, 232 oficerów i 5769 funkcjonariuszy. W październiku tego samego roku zaakceptowano przepisy regulujące służbę Guardia Civil, zaś 20 grudnia 1845 roku przyjęto Elementarz Guardia Civil, stanowiący rodzaj kodeksu moralnego dla funkcjonariuszy, obowiązujący do dziś.
Wysoka skuteczność w zwalczaniu przestępczości i zaprowadzaniu porządku skłoniły rząd do zwiększenia początkowych nakładów na Guardia Civil, uważaną przez niektórych za jeden z kluczowych elementów budowy nowoczesnego państwa.
Straż Obywatelska od początku jest formacją scentralizowaną, na czele której stoi Dyrekcja Generalna (w niektórych okresach Inspekcja Generalna), co miało zapewniać sprawne zarządzanie jednostkami na całym terenie Hiszpanii, włącznie z posiadłościami w Afryce i Ameryce.
Od 8 lutego 1913 roku patronką Guardia Civil jest Matka Boża z Pilar. 4 października 1929 roku formacja została wyróżniona Wielkim Krzyżem Dobroczynności w uznaniu jej zasług na rzecz społeczeństwa hiszpańskiego.
Podczas pierwszych trzydziestu lat XX wieku poważne problemy polityczne i społeczne dotykające Hiszpanię (liczne strajki, zakłócenia porządku publicznego, akty terrorystyczne, rewolty itp.) sprawiły, że Guardia Civil stała się głównym gwarantem ładu społecznego, co jednak wiązało się też z licznymi stratami w jej szeregach.
Krótko po wybuchu hiszpańskiej wojny domowej rozbiła się na dwie różne formacje – narodową i republikańską. Ta ostatnia szybko została jednak wchłonięta przez inne siły porządkowe. Po zakończeniu tragicznego konfliktu, rdzeń Guardia Civil przeszedł gruntowną reorganizację w celu przystosowania jej do nowej rzeczywistości. Wkrótce (15 marca 1940 roku) wchłonęła też Korpus Karabinierów, formację powołaną w 1829 roku do zwalczania przemytu na wybrzeżach i granicach.

## Zadania
Jako jeden z podstawowych elementów systemu bezpieczeństwa państwowego, Guardia Civil ma za zadanie chronić prawa i wolności obywateli i gwarantować bezpieczeństwo publiczne. Szczegółowe zadania i rozdział kompetencji pomiędzy poszczególnymi formacjami paramilitarnymi regulują odpowiednie przepisy. Zgodnie z nimi Guardia Civil odpowiada przede wszystkim za kontrolę nad bronią i materiałami wybuchowymi, pozamiejskim ruchem drogowym (poza wspólnotami autonomicznymi, które mają swoje jednostki powołane w tym celu), bezpieczeństwem fiskalnym, nadzór nad traktami komunikacyjnymi, portami i lotniskami oraz ochronę środowiska naturalnego.
Wykonując swe zadania GC podlega różnym ministerstwom i urzędom. Np. jako policja sądowa podlega prokuratorom, sądom i ministerstwu skarbu. Jako nadzorca bezpieczeństwa fiskalnego – ministerstwu gospodarki. Kontakty z ministerstwami rozwoju, środowiska naturalnego, rolnictwa, rybołówstwa i żywności oraz władzami wspólnot autonomicznych wynikają z odpowiedzialności za środowisko naturalne. Z jeszcze innymi jednostkami wiążą się zadania dotyczące kontroli nad imigracją i handlem narkotykami.

### Zadania ogólne
- pilnowanie przestrzegania prawa i wykonywanie rozkazów od odpowiednich władz, o ile pozostają one w ramach kompetencji formacji;
- zapewnienie ochrony i pomocy obywatelom oraz ochrona i nadzór nad zagrożonym mieniem;
- nadzór i ochrona budynków i instalacji publicznych;
- ochrona i zabezpieczenie ważnych osobistości;
- zabezpieczenie i przywracanie porządku i bezpieczeństwa obywatelskiego;
- zapobieganie przestępstwom;
- wykrywanie przestępstw i ściganie ich sprawców;
- przechwytywanie i analiza danych związanych z bezpieczeństwem publicznym;
- współpraca ze służbami ochrony cywilnej w przypadku podwyższonego ryzyka i katastrof.

### Zadania szczególne
- nadzór nad bronią i materiałami wybuchowymi;
- bezpieczeństwo fiskalne państwa i przeciwdziałanie przemytowi;
- nadzór nad ruchem drogowym, tranzytem i transportem na drogach krajowych;
- nadzór nad traktami komunikacyjnymi, wybrzeżem, granicami, portami i lotniskami;
- nadzór nad przestrzeganiem praw związanych z ochroną środowiska naturalnego, zasobami wodnymi, myślistwem, rybołówstwem;
- eskortowanie pomiędzy miastami więźniów i aresztantów;
- wykonywanie misji wojskowych na polecenie ministerstwa obrony; jak dotąd takich zadań nie wykonywano, choć trwa przygotowanie legislacji określającej ich warunki;

Działaniami ogólnymi zajmuje się ok. 46 tys. funkcjonariuszy, co stanowi 62 proc. całego stanu osobowego formacji. 34 procent, czyli ok. 25 tys. skierowanych jest do zadań szczególnych Guardia Civil. Reszta personelu odpowiada za zadania administracyjne.

## Organizacja
Na czele formacji stoi Dyrekcja Generalna, złożona z trzech działów:
- operacyjnego
- osobowego
- wsparcia.

W terenie Guardia Civil dzieli się na Strefy (Zonas), Komendantury (Comandancias), Kompanie (Compañías) i Posterunki (Puestos).
Aktualnym dyrektorem GC jest José Manuel Holgado Merino.

## Jednostki wyspecjalizowane
- Służba Powietrzna
- Służba Morska
- Służba Górska

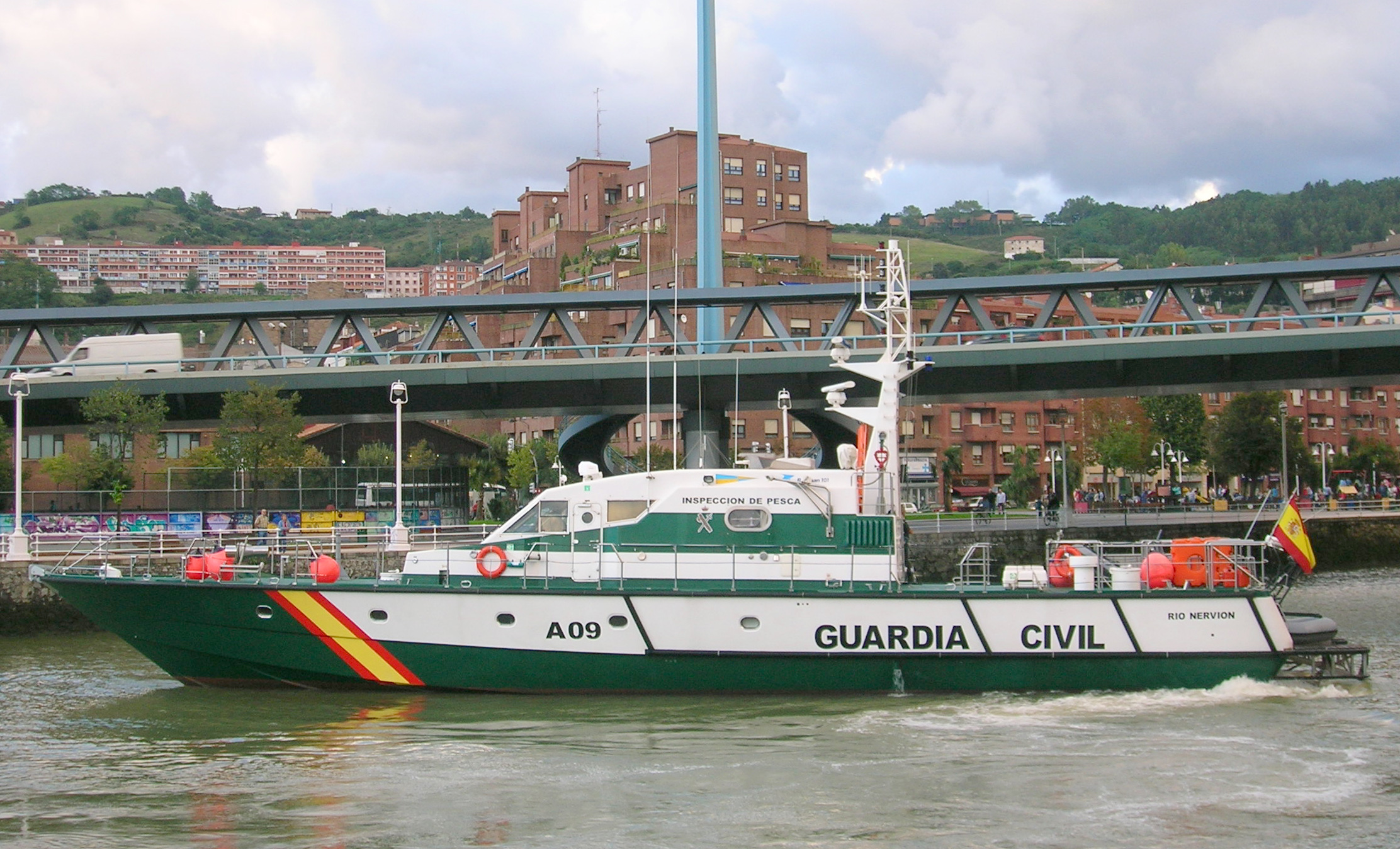
Łódź patrolowa na rzece Nervión w Bilbao

- Specjalna Jednostka Interwencyjna (UEI)
- Jednostka Szybkiego Reagowania (GAR)
- Specjalna Grupa Działań Podwodnych (GEAS)
- Polowe Jednostki Bezpieczeństwa
- Szwadron Kawalerii
- Policja Sądowa
- Służba Ochrony Środowiska Naturalnego (SEPRONA)
- Zgrupowanie Ruchu Drogowego
- Służba Kynologiczna
- Służba Wywiadowcza
- Grupy Specjalistyczne ds. Rozbrajania Materiałów Wybuchowych (GEDEX)

## Hymn Guardia Civil
| tekst oryginalny: Instituto, gloria a Ti, por tu honor quiero vivir. Viva España, Viva el Rey, Viva el Orden y la Ley, Viva honrada la Guardia Civil. Benemérito Instituto, Guarda fiel de España entera, que llevas en tu Bandera el Lema de Paz y Honor. Por glorificar el nombre, que el Gran Ahumada te diera, con tu sangre noble y fiera, has bordado tu blasón. Vigor, firmeza y constancia, valor en pos de la gloria, amor, lealtad y arrogancia, ideales tuyos son. Por Ti cultivan la tierra, la Patria goza de calma, por tu conducta en la guerra, brilla airoso tu Pendón. Instituto, gloria a Ti, por tu honor quiero vivir. Viva España, Viva el Rey, Viva el Orden y la Ley, Viva honrada la Guardia Civil | wolne tłumaczenie: Chwała Ci, Instytucie¹ dla Twego honoru chcę żyć. Niech żyje Hiszpania, niech żyje Król, niech żyje Porządek i Prawo, niech żyje prawa Guardia Civil. Zasłużony² Instytucie, wierny Strażniku całej Hiszpanii, który nosisz na swym sztandarze, Słowa Pokoju i Honoru. Na chwałę imienia, które nadał Ci Wielki Ahumada³, swą krwią szlachetną i dumną, wyhaftowałaś swój herb. Siła, twardość i stałość, odwaga, chwała, miłość, lojalność i duma, oto Twoje ideały. Dzięki Tobie kwitnie ta kraina, Ojczyzna cieszy się spokojem, dzięki Twoim czynom podczas wojny, dumnie powiewa Twój sztandar. Chwała Ci, Instytucie dla Twego honoru chcę żyć. Niech żyje Hiszpania, niech żyje Król, niech żyje Porządek i Prawo, niech żyje prawa Guardia Civil. |

Przypisy:

¹ Instytut Zbrojny (Instituto Armado) to jedna z nazw Guardia Civil

² Zasłużona (Benemérita) to przydomek formacji

³ Francisco Girón y Espeleta, diuk de Ahumada, założyciel Guardia Civil

## Guardia Civil i społeczeństwo
Pomimo licznych odpowiedzialnych zadań wypełnianych przez Guardia Civil, formacja ta jest często w Hiszpanii kojarzona z nadużywaniem władzy. W powszechnym odczuciu jest też instytucją przestarzałą i „złowrogą”. Nietrudno to zrozumieć, zważywszy na fakt, że różne rządy często wykorzystywały tę formację do prześladowania, a nawet likwidowania przeciwników politycznych. Szczególne zaangażowanie w działania reżimowe występowało w okresie poprzedzającym wybuch wojny domowej i które stosowane było przez rządy republikańskie oraz po wojnie w okresie dyktatury gen. Francisco Franco.
W 1978 podpułkownik GC Antonio Tejero zaangażował się w spisek (operacja Galaxia), który szybko został wykryty. Tejero skazano na siedem miesięcy więzienia. 23 lutego 1981 na czele grupy wiernych mu funkcjonariuszy wtargnął do parlamentu podczas głosowania nad mianowaniem Leopoldo Calvo-Sotelo na nowego premiera, usiłując dokonać zamachu stanu. Wydarzenia te przeszły do historii jako próba przewrotu wojskowego 23-F.
Wizerunkowi GC nie pomogło też zaangażowanie urzędników rządu Felipe Gonzáleza i funkcjonariuszy formacji w aferę GAL. Inne skandale to m.in. ucieczka z kraju dyrektora generalnego Guardia Civil Luisa Roldana (zatrzymany przez Interpol i skazany na 28 lat więzienia za malwersacje, oszustwo, przekupstwo i inne przestępstwa). Jednego z dowódców komendantury w Gijón oskarżano o ukrywanie informacji, które mogły udaremnić zamachy bombowe w Madrycie w 2004.
Mimo to jednak po latach dyktatury Franco obraz Guardia Civil w społeczeństwie nieustannie się poprawia, a sama formacja jest najczęściej kojarzona z walką z terrorem ETA.